# 新林乡
新林乡，中国浙江省绍兴市新昌县下辖的一个乡。2019年12月26日，撤销大市聚镇、新林乡建制，合并设立沃洲镇。

## 行政区划
新林乡现辖：
曹州村、秀溪村、查林村、银星村、彭顶山村、上海岭村、江村、竹岸村、岩头卜村、王家庄村、大坪头村、杨树坪村、上祝村、石沿山村、梅坑村、金山村、胡卜村、龙皇堂村、棠家洲村、扁石村、碇岭脚村和祝家庄村。